# Тесла (компания)
Вижте пояснителната страница за други значения на Тесла.
Тесла (до 1 февруари 2017 г. – Tesla Motors) е щатска компания от Силициевата долина, ориентирана към производството на електромобили и към решения за съхранение на енергията. Наречена е в чест на световноизвестния електротехник и физик Никола Тесла. Компанията е основана на 1 юли 2003 г. от Мартин Еберхард и Марк Тарпенинг. Ян Райт е третият сътрудник, който се присъединява към Тесла след няколко месеца.
През февруари 2004 г. компанията привлича 7,5 млн. щ.д. чрез венчърно финансиране. От тях 6,5 млн. долара дава Илон Мъск, който две години по-рано е получил 100 млн. долара от продажбата на своята част в PayPal. Мъск става председател на съвета на директорите и най-голям акционер на Тесла. Дж. Б. Щраубел се присъединява към Тесла през май 2004 г. като главен технически директор. През 2008 г. Еберхард и Тарпенинг напускат компанията.
През септември 2009 г. се постига споразумение между Еберхард и Тесла, което позволява на петимата – Еберхард, Тарпенинг, Райт, Мъск и Щраубел, да се наричат съучредители на компанията.
Сред поредните инвеститори на компанията са съоснователите на Гугъл Лари Пейдж и Сергей Брин, Джефри Скол, бивш пръв президент на компанията eBay, както и Daimler.

## Модели

### Tesla Roadster
Tesla Roadster е спортен електромобил, първият автомобил на фирмата. Официалното представяне става на 19 юли 2006 г. в Санта Моника, Калифорния. Roadster е първият способен да се движи по обществената пътна мрежа изцяло електрически автомобил в серийно производство, продаван в САЩ в съвременната епоха. Той е и първият серийно произвеждан автомобил, използващ литиево-йонни акумулаторни батерии и първият масово произвеждан такъв автомобил, който може да пропътува над 320 km с едно зареждане.
Tesla Motors провежда конкурс за избор на вида на планираните два Tesla Roadster. Изработването на неокомплектовани с двигател коли е възложено на британския производител на спортни автомобили Lotus. Окончателното комплектоване на електромобилите се извършва в САЩ.
Първите 100 броя Tesla Roadster са произведени в течение на месец. Цената на един автомобил е 100 000 щатски долара. Серийното производство започва през март 2008 г.
Този модел се продава до 2012 г., тъй като договорът с Lotus за доставката на 2500 машини изтича в края на 2011 г. Tesla Motors престава да приема поръчки за щатския пазар през август 2011 г. Тогава се планира следващото поколение от този модел да влезе в производство през 2014 г., но вече разработен на базата на Model S.

### Tesla Model S (WhiteStar)
Прототипът на автомобила е представен на публиката на 26 март 2009 г. в Хоторн, щата Калифорния, САЩ. Седанът се разработва под първоначалното условно означение WhiteStar на фирмения филиал в Детройт. След завършването на проектно-конструкторските дейности заводът в Калифорния започва производството първоначално на 10 000, а по-късно – на 25 000 автомобила от модела.
През декември 2012 г. компанията представя спецификациите и цените за САЩ. Базовата цена за САЩ е 57 400 щатски долара. Tesla продава този модел по целия свят. Доставките на дребно започват в САЩ на 22 юни 2012 г., първата доставка на Model S за клиент в Европа е на 7 август 2013 г., а доставките в Китай започват на 22 април 2014 г. Първите доставки на модела с десен волан, предназначени за Великобритания, Австралия, Хонг Конг и Япония, започват през второто тримесечие на 2014 г. Model S има три опции на батериите за пробег максимум до 426 km с едно зареждане, но по-късно те се редуцират до две поради липса на търсене за най-краткия пробег.
Tesla Model S се произвежда във Фримонт, Калифорния, в монтажно предприятие, в миналото съвместно предприятие на Toyota и General Motors, сега наречено Tesla Factory. Tesla закупва дял в завода през май 2010 г. за 42 млн. щ.д. и открива съоръжението през октомври 2010 г. За европейския пазар Tesla сглобява и разпространява Model S от европейския си център за дистрибуция в Тилбург, Холандия. Tesla избира Тилбург заради местоположението му в близост до пристанището на Ротердам, където пристигат компонентите за Model S от САЩ. Центърът също така служи като монтажен цех и склад за резервни части. Колите се изработват и тестват във Фримонт. След това батерията, електрическият мотор и частите се демонтират и транспортират поотделно до Tilburg, където колите се сглобяват отново. Първият модел, с който стартира колата на пазара в Съединените щати, е в две разновидности: с батерия 85 kWh, с които се изминават 426 km с едно зареждане, и 335 km за модела с батерия 60 kWh.
На 12 ноември 2012 г. автомобилът получава наградата Motor Trend 2013 Car of the Year.
Започвайки с превозните средства, произведени в края на септември 2014 г., всички нови коли от Model S са оборудвани с камера, монтирана в горната част на предното стъкло, ориентиран напред радар в долната решетка, и ултразвукови сонарни сензори в предната и задна брони, осигуряващи 360° буферна зона около колата. Тази техника позволява на Model S да открива пътните знаци, пътната маркировка, препятствията и другите превозни средства. В допълнение към адаптивния круиз-контрол и предупреждението при напускане на лентата за движение, тази система позволява полуавтономно шофиране и паркиране.
Част от приходите на Tesla Motors, около 11%, са свързани с определени законодателни особености на щата Калифорния (Програма ZEV), съгласно които производителите на автомобили са задължени да доставят в щата определен процент коли, които не създават непосредствено замърсяване на въздуха, например електромобили. Тъй като всички автомобили на Tesla се отнасят към тази категория, компанията препродава част от своята квота от този „ZEV credit“ на производителите на бензинови коли, например на компанията Honda. От всеки произведен от Tesla електроавтомобил „Model S“ доходът от препродаването на квотата може да достигне 35 хил. щатски долара. Рентабилността на автомобилния бизнес през годината намалява от 25,8% на 22,8%, но в последователно сравнение нараства с почти четири процентни пункта.

### Tesla Model 3 (BlueStar)
Model 3 е третият модел на Tesla Motors. „BlueStar“ е предишното условно название на този модел. Мартин Еберхард съобщава на 30 юли 2007 г., че транспортното средство ще бъде на пазара през 2012 г. Предвижда се цената на модела да е около 30 000 щатски долара.
Tesla представя колата на 31 март 2016. Потенциалните клиенти започват да правят резервации срещу възстановяем депозит. На 7 април 2016 Tesla обявява 325 000 направени резервации, които впоследствие се качват до 500 000.
Лимитирано производство за модела започва юли 2017. Tesla Model 3 става най-продаваната плъгин електрическа кола в Щатите и става първата такава продадена над 100 000 бройки за година.
През януари 2019 Model 3 изпреварва продажбите на Model S. Следващият месец изпреварва продажбите на Chevrolet Volt и става най-продаваната плъгин електрическа кола за всички времена в САЩ. Model 3 се предлага в 4 варианта: Standard Range Plus RWD, Dual Motor AWD Long Range, Performance и Standard (струваща 35 000 щ.д.).

### Tesla Model X
На 9 февруари 2012 г. компанията представя прототипа на нов модел – кросоувър под името Tesla Model X. Тогава Илон Мъск заявява, че производството на модела се планира да започне през 2013 г. Отначало се смята, че в края на 2014 г. ще започне доставката на малки серии, а пълномащабното производство на модела ще започне през 2015 г. Обаче през февруари 2014 г. е заявено, че началото на доставките се очаква едва през второто тримесечие на 2015 г.
В сравнение с Model S при Model X се забелязват някои различия, като: добавен е трети ред седалки, автоматично отварящи се нагоре задни врати за влизане на пътниците във 2-ри 3-ти ред, възможност за поръчка на модел с два двигателя (4х4), махнати са външните огледала за гледане назад (те са заменени с камери, които в движение спестяват около 5% от заряда, а изображението от огледалата се изобразява на приборния панел).

### Tesla Model Y
Електрически кросоувър от среден клас, представен през март 2019 г.. Серийното производство започва в завода на Tesla във Фримонт през януари 2020 г., а доставките на клиентите – на 13 март 2020.

### Tesla Cybertruck
На 21 ноември 2019 г. компанията представя електрическия пикап Tesla Cybertruck. Пет дни след презентацията автомобилът събира 250 000 предварителни заявки.
Колата има пробег 400 – 800 km с едно зареждане, както и въздушно окачване, което се адаптира според товара. Има опция за херметичност и контакти в корпуса за 110 и 220 V. Производството е планирано за края на 2021 г.

### Tesla Semi
На 16 ноември 2017 г. Tesla прави презентация на електрическия влекач Tesla Semi, чието производство ще започне през 2021 г. Пробегът на електровлекача е примерно 800 km (възможно и 900 km) при товар 40 тона.
Въпреки че понякога наричат автомобила първи в света представител от класа на електрокамионите, той бе представен след MFTBC E-Fuso Vision One.

## Награди
Tesla Motors е лауреат на наградата The Crunchies 2007 в номинацията „Най-добро екологично начинание“ (заради разработката на автомобили с електрически двигатели).

## МрежатаSupercharger
Tesla строи мрежа от станции за презареждане на електромобили под названието Supercharger („суперзареждач“). Станциите са разработени, за да позволят на седана Model S да прави дълги пътувания. Компанията цели да покрие всички транспортни коридори с голям трафик, намиращи се на територията на континенталните Съединени щати. Към средата на май 2014 г. там действат 90 станции, в Европа – 16 и в Китай – 3. По думите на Илон Мъск се очаква, че „цялата територия САЩ ще се покрие до края на 2014 г.“, а притежателите на коли Tesla ще получат възможността безплатно да ползват тези станции през целия период на експлоатация на колите. Това очакване не се сбъдва за всички модели.
Стойност на услугите при зареждане на автомобилите Tesla:
1. Почти всички автомобили Tesla се доставят със стандартно оборудване за зареждане от мрежата Supercharger. Автомобилите Model S и X, поръчани до 15 януари 2017 г., са получили безплатно неограничено зареждане. Автомобилите Model S и X, поръчани в периода от 15 януари 2017 г. до 3 август 2019 г., са получили 400 kWh годишно безплатни кредити за зареждане, което осигурява пробег примерно 1600 km годишно. В периода от 3 август 2019 г. до 26 май 2020 г. всички поръчани автомобили Tesla Model S и X отново са доставяни с безплатно неограничено зареждане. Автомобилите Model 3 нямат безплатно неограничено зареждане. Стойността на зареждането зависи от цената на електричеството в щата, респ. в страната, но винаги е по-ниска от зареждане с бензин при аналогичен пробег.
2. Била е разработена фирмена технология за бърза (около 1,5 минути) роботизирана замяна на „паднала“ батерия със заредена, което да става откъм дъното на колата, срещу заплащане. Тази възможност никога не е била заявявана и компанията се е отказала от концепцията.